# Ines Galiano
Festival Terramur
Inés Galiano (Murcia, 1992) es una escritora, dramaturga, directora, traductora y editora española.  Es presidenta de la Asociación Cultural Droids & Droids, editora de la revista digital con el mismo nombre y comisaria del Festival Terramur, el primer festival de literatura fantástica de Murcia. También codirige el programa de radio Furia en la Librería, que se graba en Gigamesh. Ha resultado ganadora en los Premios Latino 2016 a Mejor Opera Prima por su cortometraje Frames y en los Premios Ignotus 2023 a Mejor Novela por Proyecto Kétchup. También ha sido finalista del premio Kelvin 2023 en el festival Celsius 232.

## Trayectoria
Galiano estudió Traducción e Interpretación en la UMU. El último año lo cursó con una beca de intercambio en ETSU en Johnson City, Tennessee, donde obtuvo otra beca para cursar el máster en Comunicación Audiovisual. También trabajó en la cadena de TV WJHL . Después continuó sus estudios en Dirección Cinematográfica en la ESCAC de Barcelona.
Ha dirigido varios cortometrajes como Frames obtuvo el premio a Mejor Ópera Prima en los Premios Latino 2016. 
De su experiencia en Tennessee, surge la novela Proyecto Kétchup (Obscura Editorial, 2022), obra que fue finalista de los Premios Kelvin 2023 y ganadora del Premio Ignotus a Mejor Novela 2023 otorgado por la Asociación Española de Ciencia Ficción y Fantasía (AEFCFT). 
También se dedica a la dramaturgia y dirección teatral, entre las que cabe destacar su obra Cuatrocientas, estrenada en el Festival Celsius 2024.

## Obra
Novelas
- 2025 - Proyecto Mostaza (Obscura Editorial) - ISBN 978-84-129284-9-5
- 2025 - Cuatro dormitorios con piscina (Editorial Numak) - ISBN 978-84-12 9584-0-9
- 2024 - Crónica de dos noches sin verano (Editorial Literup) ISBN 978-84-126332-5-2
- 2022 - Proyecto Kétchup (Obscura Editorial) - ISBN 9788412473490 - Premio Ignotus 2023[8]
- 2022 - Cenizas (Hela Editorial) ISBN 978-84-12-48477-9[9]
- 2022 - Susanna Blue (Ediciones Con pluma y píxel) ISBN 978-84-12-38144-3[10]
- 2021 - La luna de Gathelic (Editorial Malas Artes) ISBN 9788418377419
- 2015 - ¿Quién es Shara Marst? (CreateSpace) ISBN 9781511808675
- 2013 -Los límites del bosque (CreateSpace) ISBN 978-1491278130
- 2012 - 30 días (CreateSpace) ISBN 978-1482063981
- 2011 - Partida (CreateSpace) ISBN 978-1481025300

Relatos
- 2023 - Extraños e impactantes sucesos en el cine de Jackson City al mediodía (Ediciones El Transbordador)
- 2023 - Lachaise ISBN 978-84-127173-0-3
- 2023 - La teoría de Cressie (En la antología Excelsius 2023, del festival Celsius)
- 2021 - Vallparadís ISBN 978-84-18839-28-3
- 2021 - Owen, hijo de Flocelo, hijo de Camlin, hijo de Gallagher (En la antología Crann Bethadh: una antología celta, Ediciones Freya) ISBN 978-84-122715-5-3

Teatro
- 2025 - Antígona Superstar. Estreno en Sala Melmac (Barcelona).
- 2024 - Cuatrocientas. Muestra en el XV Festival Mutis de Barcelona. Estreno en el Festival Celsius. Programación Septiembre-Diciembre 2025 en Sala Pangolí (Barcelona).[11] (Texto publicado en Orpheus Ediciones, ISBN 9788419691538)
- 2019 - Sonríe que estás más guapa. Estrenada en el teatro Espai 105, Barcelona.[12]
- 2015 - Paella y Fish and Chips (Lulú Editorial).

Cine
- 2021 - La lavadora (cortometraje)
- 2017 - Axis (cortometraje)
- 2016 - Frío (cortometraje)
- 2016 - The clan (Webserie)
- 2015 - Frames (cortometraje)
- 2015 - Light and Shadows (cortometraje)

##### Radio
- Pódcast Furia en la librería (2022-)
- Pódcast Droids & Druids (2020-)

## Reconocimientos
- 2023 - Ganadora Premios Ignotus a Mejor Novela por Proyecto Kétchup[13]
- 2023 - Finalista Premios Kelvin Celsius 232 de Novela por Proyecto Kétchup [7]
- 2023 - Ganadora Premios Ignotus de Producción audiovisual por el pódcast Droids & Druids
- 2023 - Finalista Premios Ignotus de Producción audiovisual por Furia en la librería
- 2022 - Finalista Premios Ignotus de Novela por la novela La luna de Gathelic y finalista por el cuento Vallparadís
- 2016 - Ganadora Mejor Opera Prima en Premios Latino por el cortometraje Frames